# Mecanismo de acción

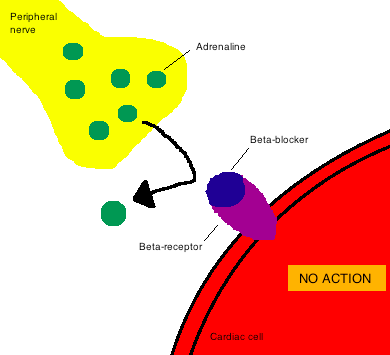
Los betabloqueantes ejercen su efecto farmacológico, disminución de la frecuencia cardíaca, al unirse y antagonizar competitivamente un tipo de receptor llamado beta adrenoceptores.

En farmacología, el término mecanismo de acción (MOA) se refiere a la bioquímica específica interacción a través del cual una droga sustancia produce su efecto farmacológico. Un mecanismo de acción suele incluir la mención de las dianas moleculares específicas a las que se une el fármaco, como una enzima o un receptor. Los sitios receptores tienen afinidades específicas por los fármacos en función de la estructura química del fármaco, así como de la acción específica que se produce allí.
Los fármacos que no se unen a los receptores producen su correspondiente efecto terapéutico simplemente interactuando con las propiedades químicas o físicas del organismo. Ejemplos comunes de medicamentos que funcionan de esta manera son los antiácidos y laxantes.
Por el contrario, un modo de acción (MoA) describe cambios funcionales o anatómicos, a nivel celular, que resultan de la exposición de un organismo vivo a una sustancia.

## Importancia
Es importante dilucidar el mecanismo de acción de fármacos y medicamentos nuevos por varias razones:
- En el caso del desarrollo de fármacos antiinfecciosos, la información permite anticipar problemas relacionados con la seguridad clínica. Los fármacos que alteran la membrana citoplasmática o la cadena de transporte de electrones, por ejemplo, tienen más probabilidades de causar problemas de toxicidad que los que se dirigen a componentes de la pared celular (peptidoglicano o β-glucanos) o ribosoma 70S, estructuras que están ausentes en las células humanas.[4][5]
- Al conocer la interacción entre un determinado sitio de un fármaco y un receptor, se pueden formular otros fármacos de manera que se replique esta interacción, produciendo así los mismos efectos terapéuticos. De hecho, este método se utiliza para crear nuevos medicamentos.
- Puede ayudar a identificar qué pacientes tienen más probabilidades de responder al tratamiento. Debido a que se sabe que el trastuzumab, un medicamento contra el cáncer de mama, se dirige a la proteína HER2, por ejemplo, los tumores pueden examinarse para detectar la presencia de esta molécula para determinar si la paciente se beneficiará o no de la terapia con trastuzumab.[6][7]
- Puede permitir una mejor dosificación porque los efectos del fármaco en la vía diana se pueden controlar en el paciente. La dosis de estatinas, por ejemplo, generalmente se determina midiendo los niveles de colesterol en sangre del paciente.[6]
- Permite que los medicamentos se combinen de tal manera que se reduzca la probabilidad de que surja resistencia a los medicamentos. Al conocer la estructura celular sobre la que actúa un fármaco antiinfeccioso o anticanceroso, es posible administrar un cóctel que inhibe múltiples dianas simultáneamente, reduciendo así el riesgo de que una sola mutación en el ADN microbiano o tumoral dé lugar a la resistencia al fármaco y al fracaso del tratamiento.[4][8][9][10]
- Puede permitir identificar otras indicaciones del fármaco. El descubrimiento de que el sildenafil inhibe las proteínas de la fosfodiesterasa-5 (PDE-5), por ejemplo, permitió reutilizar este fármaco para el tratamiento de la hipertensión arterial pulmonar, ya que la PDE-5 se expresa en los pulmones hipertensos pulmonares.[11][12]

## Determinación

### Métodos basados en microscopía

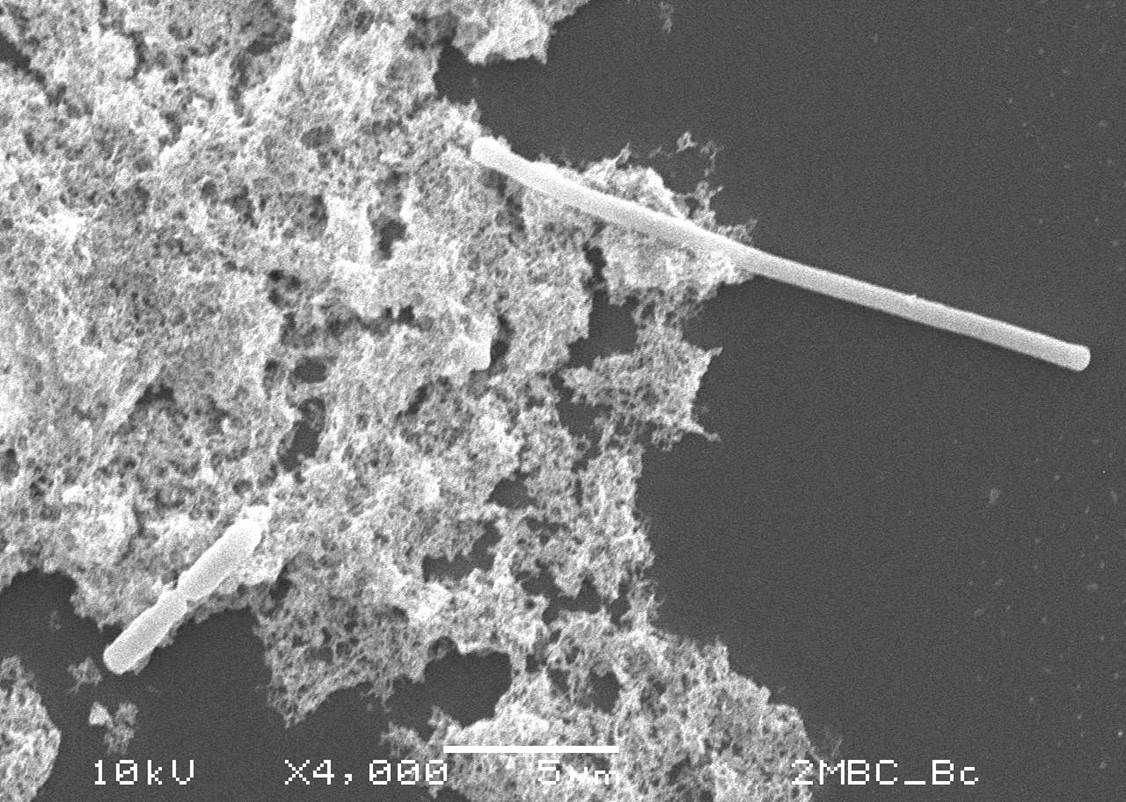
La filamentación (arriba a la derecha) puede indicar que un agente antibacteriano se dirige a PBP3, FtsZ o ADN.

Los compuestos bioactivos inducen cambios fenotípicos en las células diana, cambios que son observables al microscopio y que pueden dar una idea del mecanismo de acción del compuesto.
Con agentes antibacterianos, la conversión de células diana en esferoplastos puede ser una indicación de que se está inhibiendo la síntesis de peptidoglicano, y la filamentación de las células diana puede ser una indicación de que se está inhibiendo la síntesis de PBP 3, FtsZ o ADN. Otros cambios inducidos por agentes antibacterianos incluyen formación de células ovoides, formas pseudomulticelulares, hinchazón localizada, formación de protuberancias, ampollas y engrosamiento de peptidoglicanos. En el caso de los agentes anticancerosos, la formación de ampollas puede ser una indicación de que el compuesto está alterando la membrana plasmática.
Una limitación actual de este enfoque es el tiempo necesario para generar e interpretar datos manualmente, pero los avances en el software de análisis de imágenes y microscopía automatizada pueden ayudar a resolver este problema.

### Métodos bioquímicos directos
Los métodos bioquímicos directos incluyen métodos en los que una proteína o una molécula pequeña, como un candidato a fármaco, se marca y se rastrea por todo el cuerpo. Este resulta ser el enfoque más directo para encontrar la proteína diana que se unirá a pequeñas dianas de interés, como una representación básica del esquema de un fármaco, para identificar el farmacóforo del fármaco. Debido a las interacciones físicas entre la molécula marcada y una proteína, se pueden utilizar métodos bioquímicos para determinar la toxicidad, eficacia y mecanismo de acción del fármaco.

### Métodos de inferencia computacional
Normalmente, los métodos de inferencia computacional se utilizan principalmente para predecir objetivos proteicos para fármacos de moléculas pequeñas basados en el reconocimiento de patrones por ordenador. Sin embargo, este método también podría usarse para encontrar nuevos objetivos para medicamentos existentes o desarrollados recientemente. Al identificar el farmacóforo de la molécula de fármaco, se puede llevar a cabo el método de perfil de reconocimiento de patrones cuando se identifica una nueva diana. Esto proporciona una idea de un posible mecanismo de acción, ya que se sabe de qué son responsables ciertos componentes funcionales del fármaco cuando interactúan con un área determinada de una proteína, lo que conduce a un efecto terapéutico.

### Métodos basados en ómicas
Los métodos basados en ómicas utilizan tecnologías ómicas, como quimioproteómica, genética inversa y genómica, transcriptómica y proteómica, para identificar los objetivos potenciales del compuesto de interés. Los enfoques de genética inversa y genómica, por ejemplo, utilizan perturbaciones genéticas (por ejemplo. CRISPR - Cas9 o siRNA) en combinación con el compuesto para identificar genes cuya desactivación o desactivación anula el efecto farmacológico del compuesto. Por otro lado, los perfiles transcriptómicos y proteómicos del compuesto pueden usarse para comparar con perfiles de compuestos con dianas conocidas. Gracias a la inferencia computacional, es posible formular hipótesis sobre el mecanismo de acción del compuesto, que posteriormente se pueden probar.

## Fármacos con MOA conocido
Hay muchos fármacos en los que se conoce el mecanismo de acción. Un ejemplo es la aspirina.

### Aspirina
El mecanismo de acción de la aspirina implica la inhibición irreversible de la enzima ciclooxigenasa; suprimiendo la producción de prostaglandinas y tromboxanos, reduciendo así el dolor y la inflamación. Este mecanismo de acción es específico de la aspirina y no es constante para todos los fármacos antiinflamatorios no esteroides (AINE). Más bien, la aspirina es el único AINE que inhibe irreversiblemente la COX-1.

## Fármacos con MOA desconocido
Aún se desconocen algunos mecanismos de acción de los fármacos. Sin embargo, aunque se desconoce el mecanismo de acción de un determinado fármaco, el fármaco sigue funcionando; simplemente se desconoce o no está claro cómo el fármaco interactúa con los receptores y produce su efecto terapéutico.
- Acamprosato
- Antidepresivos
- Armodafinilo
- Cannabidiol
- Ciclobenzaprina
- Demeclociclina
- Fabomotizol
- Litio
- Meprobamato
- Metocarbamol
- Paracetamol
- Fenitoína
- PRL-8-53
- Metformina
- Talidomida

## Modo de acción
En algunos artículos de la literatura, los términos "mecanismo de acción" y "modo de acción" se usan indistintamente, por lo general se refieren a la forma en que el fármaco interactúa y produce un efecto médico. Sin embargo, en realidad, un modo de acción describe cambios funcionales o anatómicos, a nivel celular, que resultan de la exposición de un organismo vivo a una sustancia. Esto se diferencia de un mecanismo de acción porque es un término más específico que se centra en la interacción entre el fármaco en sí y una enzima o receptor y su manera particular de interacción, ya sea a través de inhibición, activación, agonismo o antagonismo. Además, el término "mecanismo de acción" es el término principal que se utiliza principalmente en farmacología, mientras que "modo de acción" aparecerá con mayor frecuencia en el campo de la microbiología o en ciertos aspectos de la biología.